# Guillermo Jaime
Guillermo Jaime es un empresario social serial mexicano que ha creado propuestas de valor para las comunidades rurales de alta marginación. Es co-fundador y CEO de  hackÜ, una EdTech que ofrece educación a la base de la pirámide, además de fundador y presidente de Social Global Leaders, un holding que abastece servicios como vivienda, energías limpias, agua, salud y educación a la base de la pirámide económica en varios países, entre ellos México, Colombia, Ecuador, Guatemala y Estados Unidos, impactando la vida de más de 500,000 personas.

## Biografía
Guillermo Jaime inició su carrera profesional como ingeniero civil en la empresa internacional de productos y servicios de construcción Cemex, en donde desempeñó diferentes cargos. Después de más de ocho años en esta compañía (1994 a 2003), Jaime creó su primera empresa enfocada a ofrecer productos de construcción para la base de la pirámide económica enfocándose en la innovación, con nuevos materiales y metodología para la autoconstrucción.
Desde 2009 su empresa, Grupo MIA ha edificado más de 70,000 mil casas en zonas de pobreza extrema de México. Con el objetivo de atender a este sector económico en diferentes carencias, en 2018 creó Social Global Leaders, uno de los primeros holdings sociales del mundo, en el que reúne a otras compañías en las que tiene participación como Ecofiltro, Vitaluz y The Pointer Fund para llevar productos y servicios en materia de vivienda, energías limpias, agua, salud y educación a la base de la pirámide económica a nivel global.
En 2018, Social Global Leaders lanzó su modelo de negocios a Estados Unidos para atender las necesidades de la población en estado de pobreza. Allí mantiene operaciones en Florida, Ohio, Carolina del Sur y otras ciudades bajo el concepto de affordable housing y agua potable.  
Guillermo Jaime publicó el libro Capitalismo Social. La conexión entre la riqueza y la base de la pirámide, en 2016 por editorial Porrúa. Su emprendimiento se convirtió en un caso de estudio en la Harvard Business School, el Tec de Monterrey y el IPADE Business School para sus programas de alta dirección. Además, su historia fue integrada en los libros10 años Capitalizando Empresas Sociales y Ambientales, Emprendedores. La Nueva Cara de México IV y VI (2013 y 2014) y Those Who Inspire México.

## Educación
Guillermo Jaime fue miembro del programa Owner/President Management (OPM) de Harvard Business School, el Entrepreneurship and Competitiveness in Latin America Program de Columbia Business School y el programa de Alta Dirección AD2 del IPADE Business School. Además, tiene un MBA por EGADE Business School del Tecnológico de Monterrey y estudió ingeniería civil en la Universidad Iberoamericana entre 1989 y 1994.

## Empresas relacionadas
- hackÜ
- Social Global Leaders
- Grupo MIA
- Ecofiltro
- Vitaluz
- The Pointer Fund

## Reconocimientos recibidos
- Leaders Who Care 2021[24]
- American Dreamer Award 2020[25]
- Those Who Inspire 2018[19]
- Premio a la trayectoria de Forbes[26]

- 30 promesas 2016 de Forbes México[27]
- Miembro del Salón de la Fama 2012 de EY[28]
- 50 emprendedores que impulsan a México en Mundo Ejecutivo[29]
- Emprendedores del Año 2012 de Expansión[30]
- Emprendedor del Año 2011 de la red Endeavor México[31][32]
- Caso de éxito en la Semana Nacional del Emprendedor 2010
- Premio Nacional de Vivienda en 2005, 2006 y 2008[33]

## Consejero y conferencista
Guillermo Jaime es miembro del Consejo de YPO (Young Presidents Organization) capítulo Ciudad de México y de Enactus México, fundador del Patronato de la Fundación “Esta Casa es MIA A.C.”, co fundador de Walltech International, Consejero Fundador y expresidente del Consejo Nacional de Vivienda Verde Sustentable (Convives). También es emprendedor y mentor de Endeavor.
Forma parte del programa Leadership Voices del Tec de Monterrey, conferencista en INCmty, Talent Land, el Foro Nacional de Responsabilidad Social Empresarial Guatemala CentraRSE, BOP Summit de la American University of Cairo y su labor de enseñanza se refleja en las mentorías que forman parte de la iniciativa Posible, impulsada por Televisa y Monte de Piedad, y MassChallenge para México.